# Demon și înger (telenovelă)
Demon și înger (Más sabe el diablo; lit. „Mai bine știe diavolul”) este o telenovelă latino-americană produsă de Telemundo în Statele Unite ale Americii. Această versiune este regizată de David Posada și Danny Gavidia. Acesta a fost protagonizată de Jencarlos Canela și Gaby Espino, și antagonizată de Miguel Varoni. Telenovela a fost filmată în studiourile Telemundo din Miami, Florida.

## Distribuție
- Gaby Espino -   Manuela Davila
- Jencarlos Canela -   Angel Salvador "El Diablo"
- Miguel Varoni -  Martin Acero "Hierro"
- Karla Monroig -  Virgiña Davila
- Carlos Camocho -  Horacio Garcia
- Roberto Mateos -   León Beltrán
- Jorge Luis Pila -   Jimmy Cardona
- Jeannette Lehr -   Graciela Acero
- Eva Tamagro -   Ariana Davila
- Leonardo Daniel -   Anibal Davila
- Esperanza Rendon -   Esperanza Salvador
- Angeline Moncayo -   Marina
- Michelle Vargas -   Perla Beltrán
- Alexa Kuve -   Susy Beltrán
- Raù Arrieta -   Mike
- Carlos Ferro -   Gregorio
- Juan Jimenez -   Leon "Cachorro" Beltrán Jr
- Alberto Salaberri -   Mauricio
- Cristian Carabias -   Jose "Topo" Del Carmen Frank
- Carlos Pérez -   Carmelo
- Ezequiel Monyalt -  Cristián Acero

1. ↑  Fernsehserien.de, accesat în 2 iunie 2020